# Frausseilles
Frausseilles è un comune francese di 96 abitanti situato nel dipartimento del Tarn nella regione dell'Occitania.

## Società

### Evoluzione demografica
Abitanti censiti